# ألتا (النرويج)
ألتا (بالنرويجية: Alta)‏ هي البلدية الأكثر اكتظاظاً بالسكان في مقاطعة فينمارك، النرويج. المركز الإداري للبلدية هي بلدة ألتا. يعني اسمها، شفق قطب الشمال.

## المناخ
يظهر الجدول التالي التغييرات المناخية على مدار السنة لألتا:
| البيانات المناخية لـألتا          | البيانات المناخية لـألتا | البيانات المناخية لـألتا | البيانات المناخية لـألتا | البيانات المناخية لـألتا | البيانات المناخية لـألتا | البيانات المناخية لـألتا | البيانات المناخية لـألتا | البيانات المناخية لـألتا | البيانات المناخية لـألتا | البيانات المناخية لـألتا | البيانات المناخية لـألتا | البيانات المناخية لـألتا | البيانات المناخية لـألتا |
| الشهر                             | يناير                    | فبراير                   | مارس                     | أبريل                    | مايو                     | يونيو                    | يوليو                    | أغسطس                    | سبتمبر                   | أكتوبر                   | نوفمبر                   | ديسمبر                   | المعدل السنوي            |
| --------------------------------- | ------------------------ | ------------------------ | ------------------------ | ------------------------ | ------------------------ | ------------------------ | ------------------------ | ------------------------ | ------------------------ | ------------------------ | ------------------------ | ------------------------ | ------------------------ |
| الدرجة القصوى °م (°ف)             | 9.9 (49.8)               | 11.5 (52.7)              | 10.5 (50.9)              | 15.6 (60.1)              | 25.2 (77.4)              | 30.8 (87.4)              | 33.0 (91.4)              | 31.8 (89.2)              | 24.0 (75.2)              | 17.4 (63.3)              | 12.1 (53.8)              | 10.8 (51.4)              | 33.0 (91.4)              |
| متوسط درجة الحرارة الكبرى °م (°ف) | −3.7 (25.3)              | −3.6 (25.5)              | −0.9 (30.4)              | 3.3 (37.9)               | 8.2 (46.8)               | 13.6 (56.5)              | 17.3 (63.1)              | 15.7 (60.3)              | 10.8 (51.4)              | 4.8 (40.6)               | −0.4 (31.3)              | −2.6 (27.3)              | 5.2 (41.4)               |
| المتوسط اليومي °م (°ف)            | −7.3 (18.9)              | −7.1 (19.2)              | −4.4 (24.1)              | 0.0 (32.0)               | 5.1 (41.2)               | 10.4 (50.7)              | 14.0 (57.2)              | 12.5 (54.5)              | 7.9 (46.2)               | 2.3 (36.1)               | −3.4 (25.9)              | −6.0 (21.2)              | 2.1 (35.8)               |
| متوسط درجة الحرارة الصغرى °م (°ف) | −10.9 (12.4)             | −10.6 (12.9)             | −7.8 (18.0)              | −3.2 (26.2)              | 2.1 (35.8)               | 7.2 (45.0)               | 10.7 (51.3)              | 9.2 (48.6)               | 4.9 (40.8)               | −0.2 (31.6)              | −6.4 (20.5)              | −9.4 (15.1)              | −1.2 (29.8)              |
| أدنى درجة حرارة °م (°ف)           | −34.0 (−29.2)            | −30.5 (−22.9)            | −28.5 (−19.3)            | −21.7 (−7.1)             | −16.4 (2.5)              | −3.8 (25.2)              | 0.2 (32.4)               | −2.1 (28.2)              | −8.5 (16.7)              | −20.4 (−4.7)             | −33.0 (−27.4)            | −31.3 (−24.3)            | −34.0 (−29.2)            |
| الهطول مم (إنش)                   | 38.7 (1.52)              | 28.0 (1.10)              | 22.7 (0.89)              | 22.0 (0.87)              | 24.2 (0.95)              | 32.1 (1.26)              | 49.7 (1.96)              | 43.7 (1.72)              | 36.1 (1.42)              | 42.4 (1.67)              | 33.0 (1.30)              | 41.9 (1.65)              | 413.9 (16.30)            |
| متوسط أيام هطول الأمطار           | 9.6                      | 7.7                      | 6.5                      | 6.4                      | 5.8                      | 6.3                      | 8.3                      | 8.0                      | 8.5                      | 9.6                      | 8.4                      | 10.1                     | 95.2                     |
| المصدر:                           |                          |                          |                          |                          |                          |                          |                          |                          |                          |                          |                          |                          |                          |

## النقوش الحجرية في ألتا
في الجنوب الغربي وعلى بعد 1.5 كم تقريباً من مدينة ألتا اكتشف أكثر من 6300 نقشاً و50 رسماً حجري، يعود تاريخها إلى 4200 ق.م. تعتبر أكبر مجموعة آثار مكتشفة لنشاط بشري من عصور ما قبل التاريخ، في شمال أوروبا. إدرج الموقع في قائمة اليونسكو للتراث العالمي في عام 1985.

## أعلام
- تومي وركولا
- أول ك. سارا
- أوف ويسلاف
- تور ريغينيوسين
- إيجل راسموسن
- بير اولسن